# Memorialul „Eternitate”
Memorialul „Eternitate”, oficial complexul memorial „Eternitate” (anterior Memorialul Victoriei) este un monument și memorial situat în Chișinău, capitala Republicii Moldova.
A fost ridicat în memoria soldaților sovietici care au murit în luptele împotriva trupelor germano-române din Al Doilea Război Mondial.

## Istorie
Memorialul a fost creat de sculptorii A. Maiko și I. Poniatowski și de arhitectul A. Minaev. Inaugurarea sa a avut loc în data de 9 mai 1975, în ziua aniversării a 30 de ani de la victoria sovietică în cel de-al Doilea Război Mondial. În perioada sovietică complexul a fost cunoscut sub numele de Memorialul Victoriei. Monumentul a fost înălțat în cinstea soldaților sovietici care au murit în Al Doilea Război Mondial în luptele pentru Basarabia. A fost restaurat pe 24 august 2006, cu ocazia celei de-a 62-a aniversări a Operațiunii Iași-Chișinău.

## Descriere
Partea centrală a memorialului este o piramidă cu cinci baionete de 25 metri înălțime. În centru monumentului este o stea cu cinci colțuri și o flacără veșnică. Monumentul este păzit de un gardian de onoare al armatei moldovenești.

## Galerie

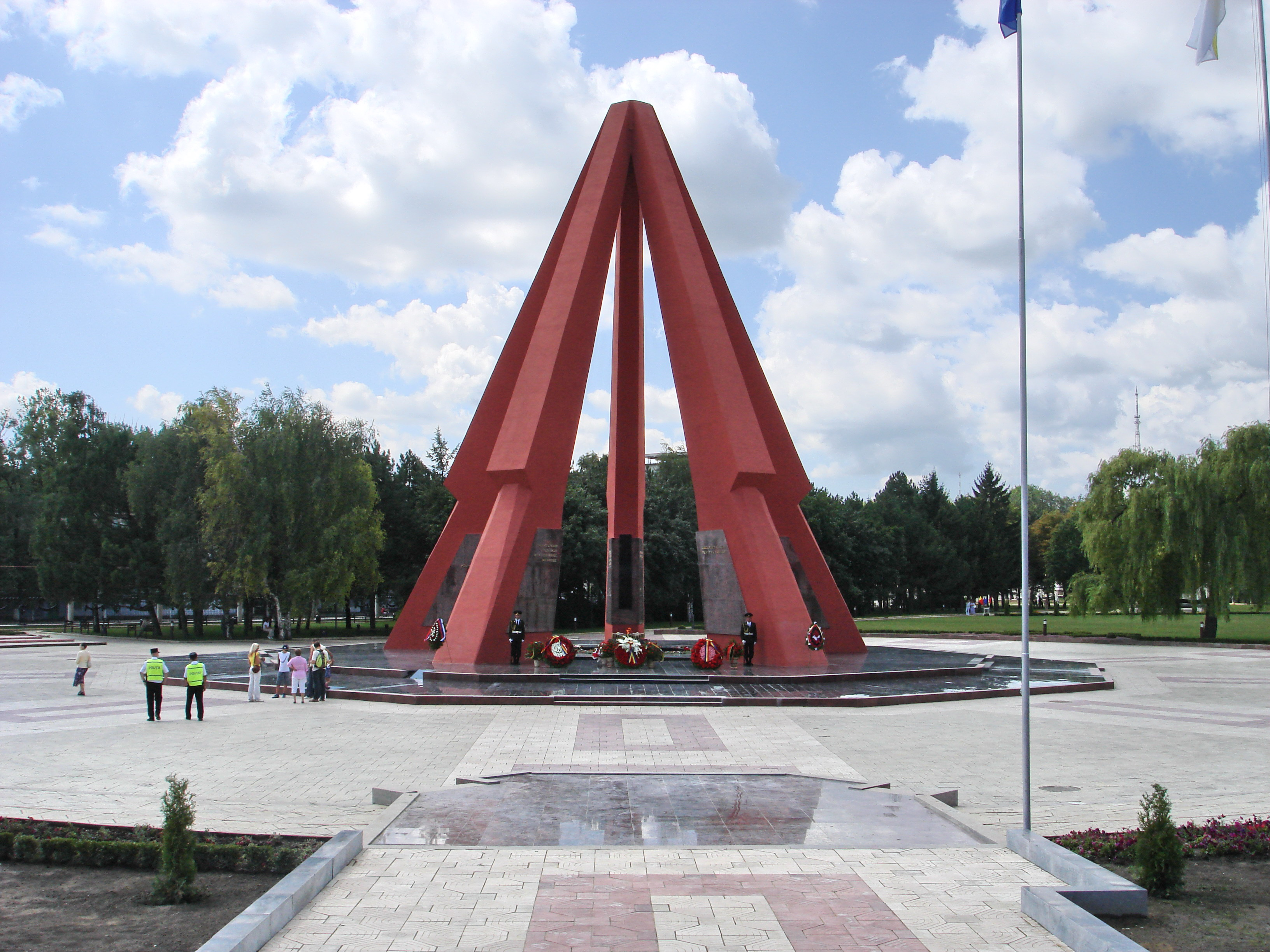
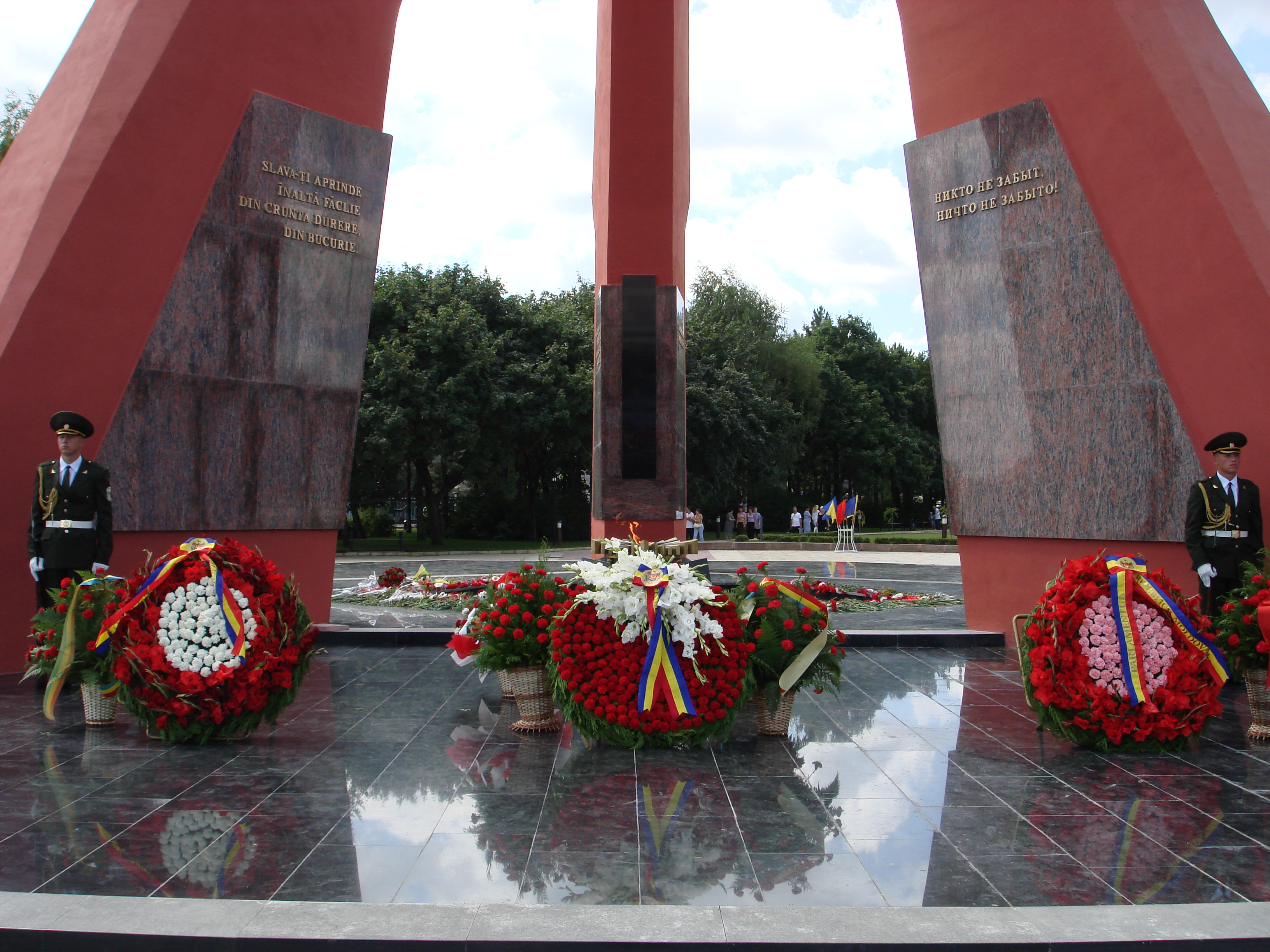
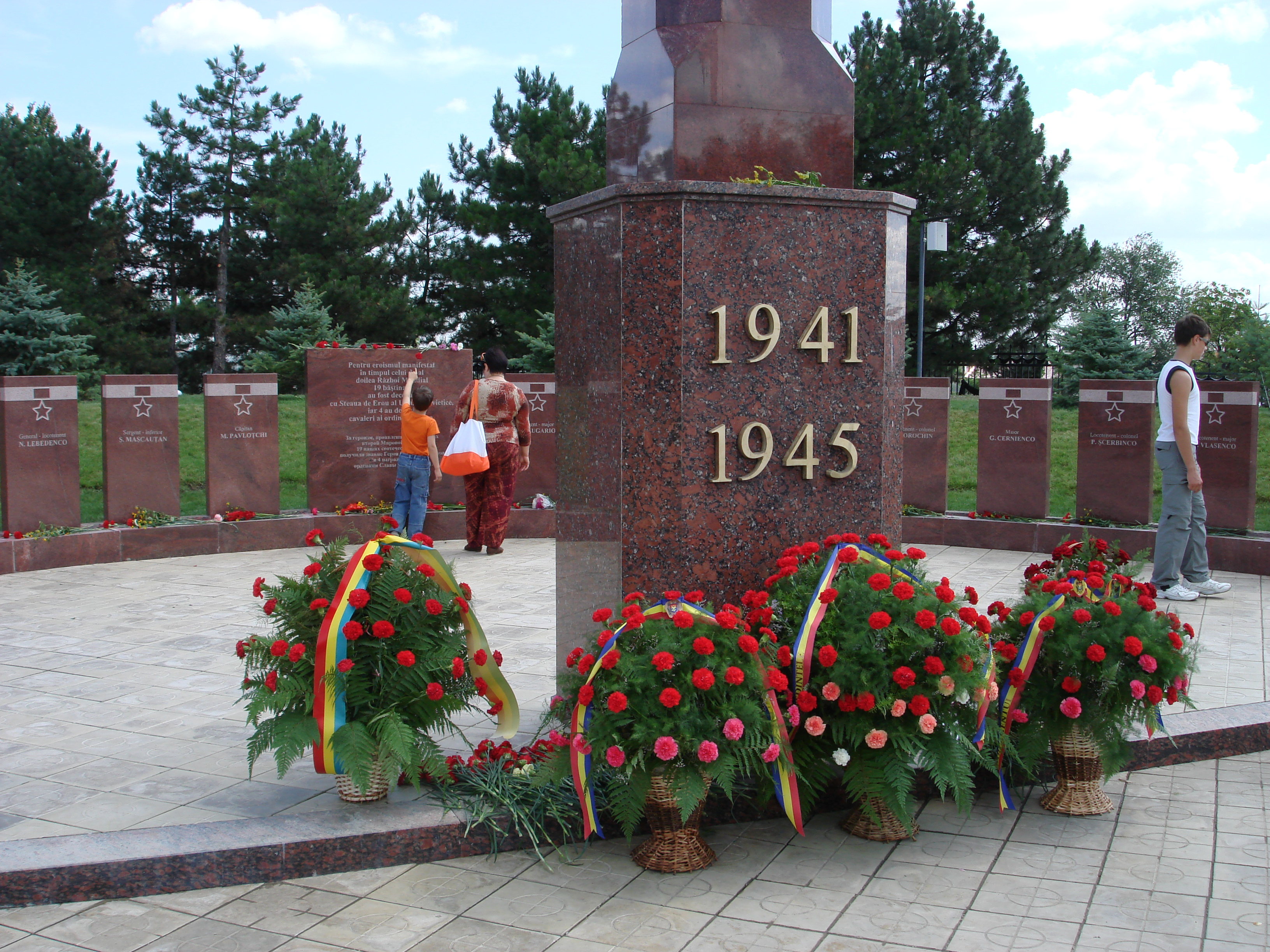
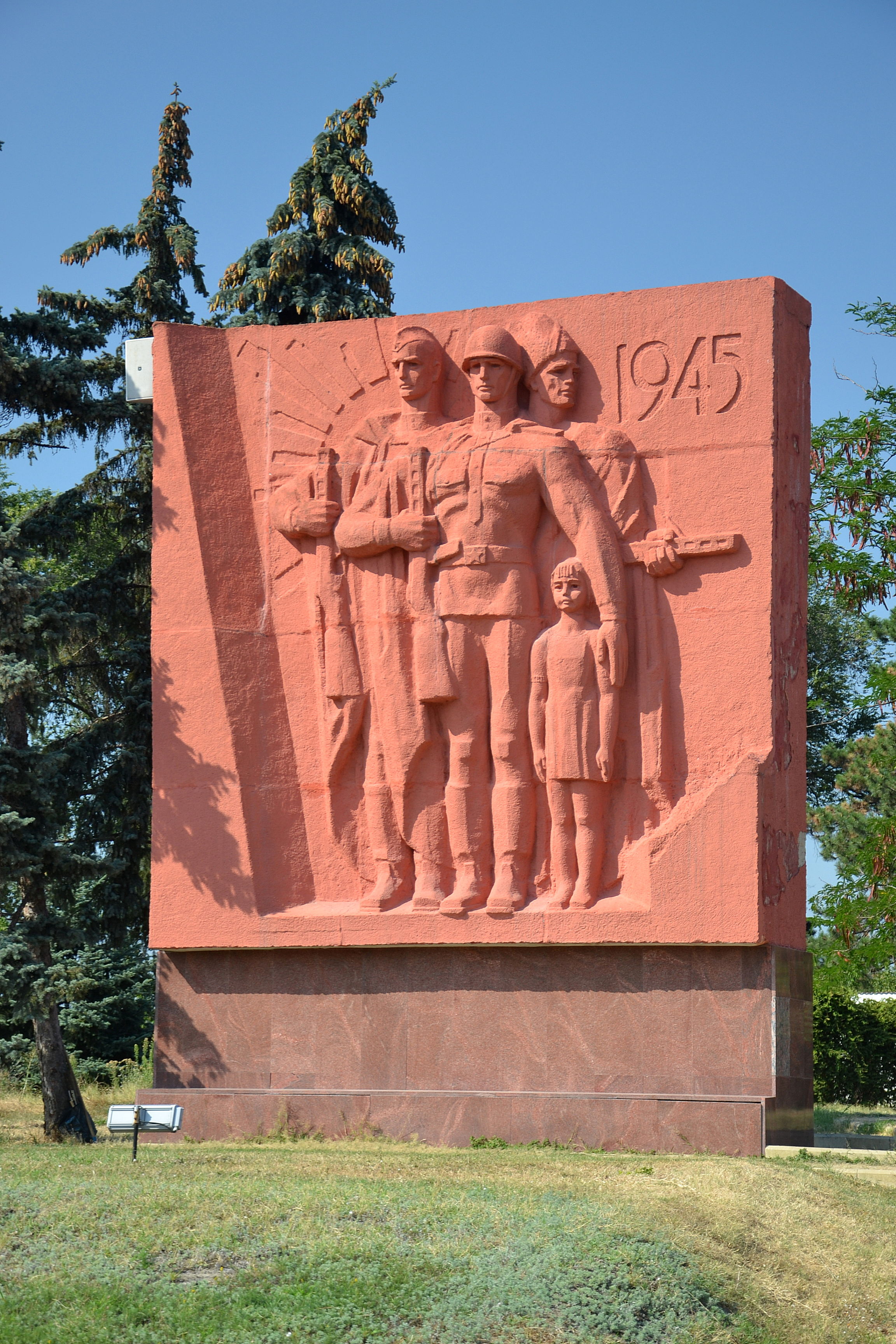
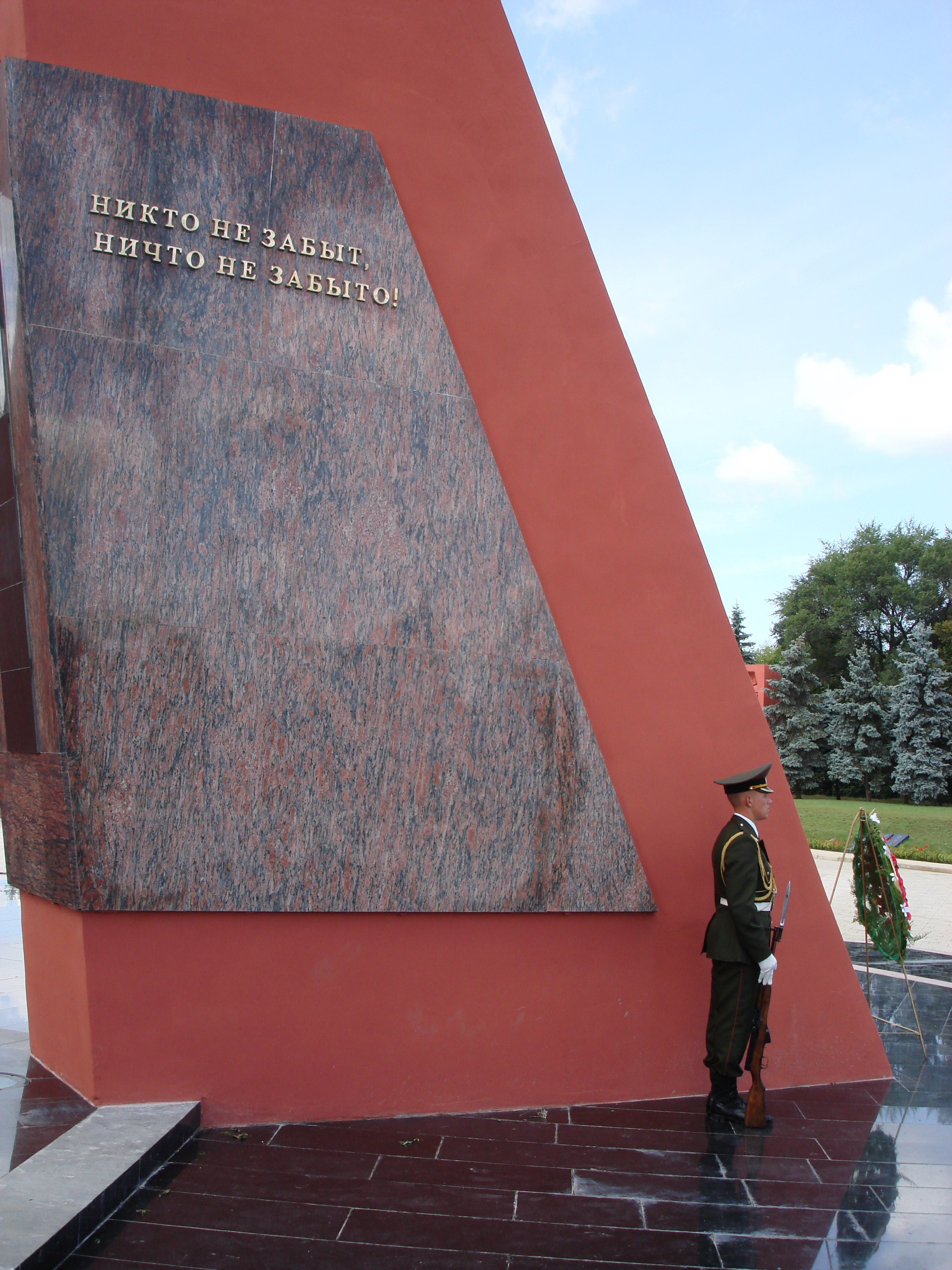

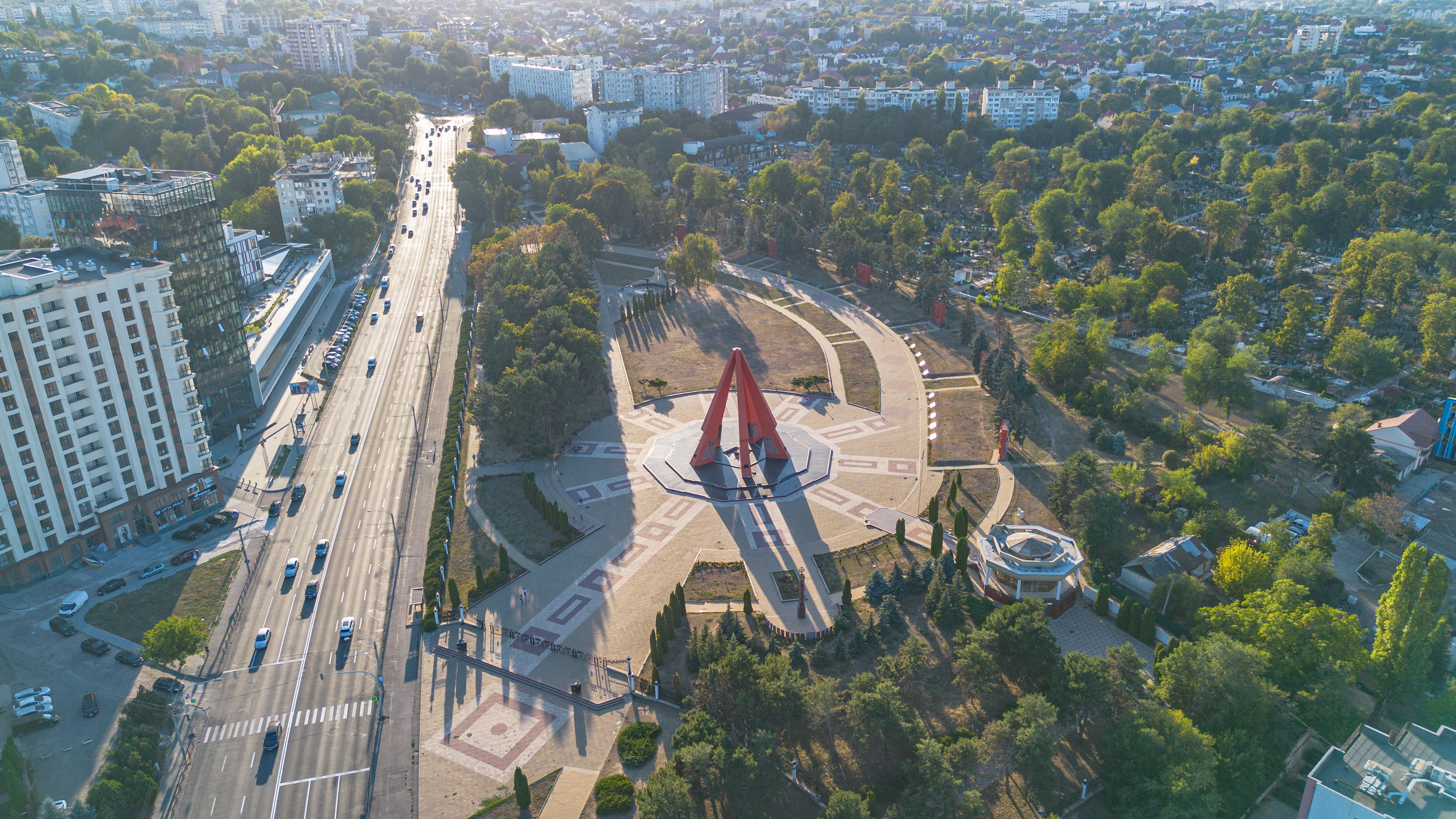
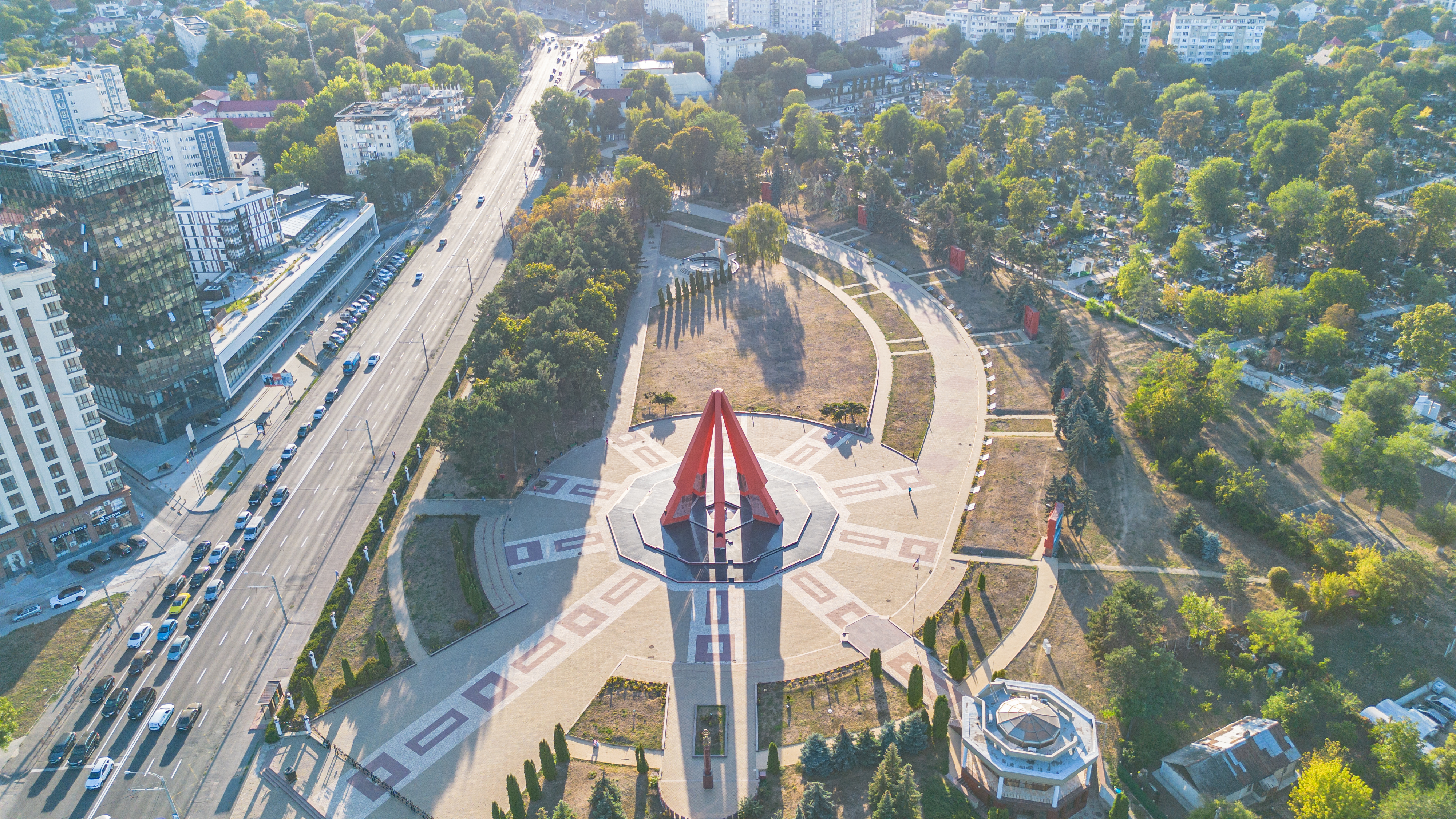
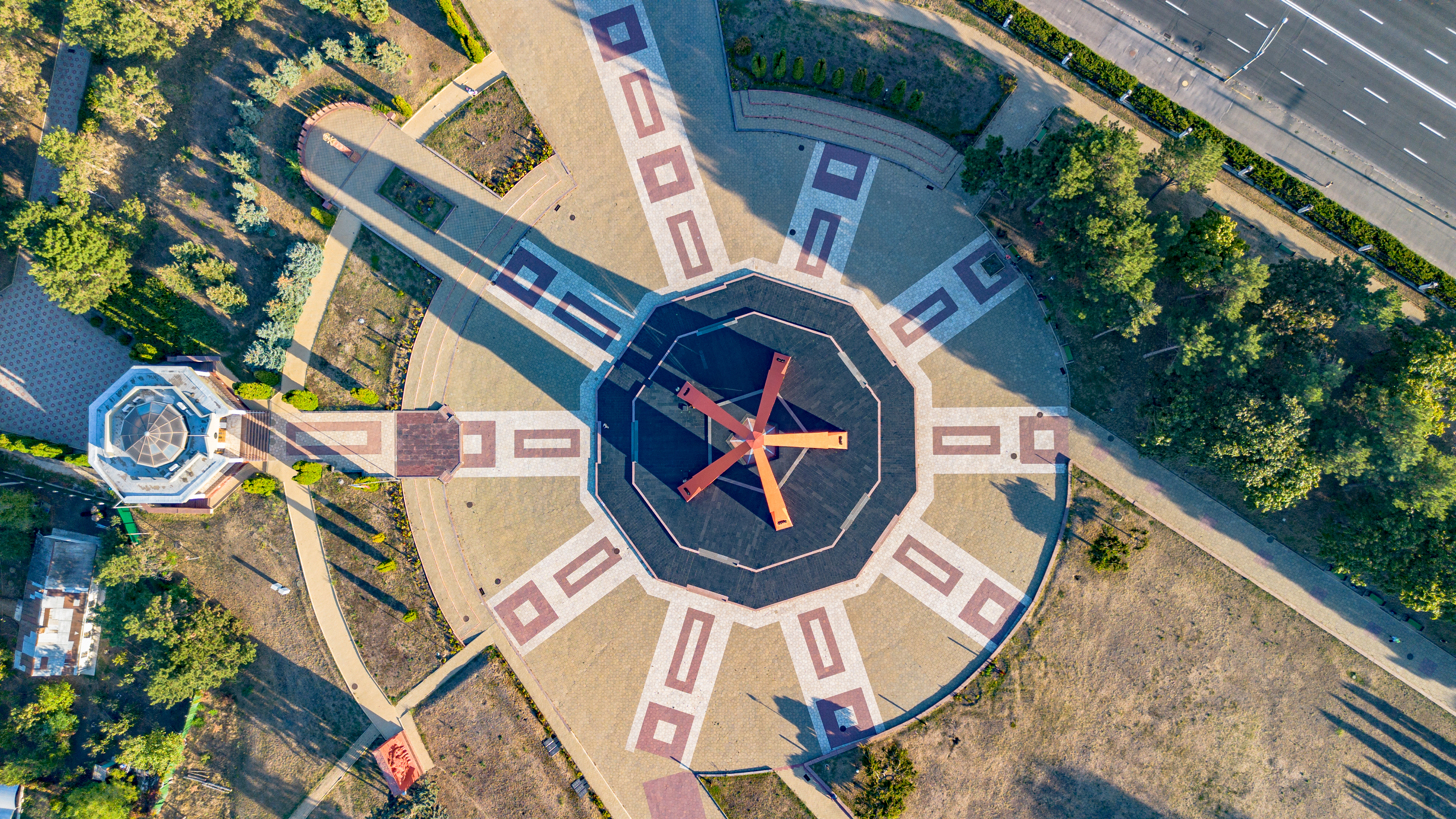
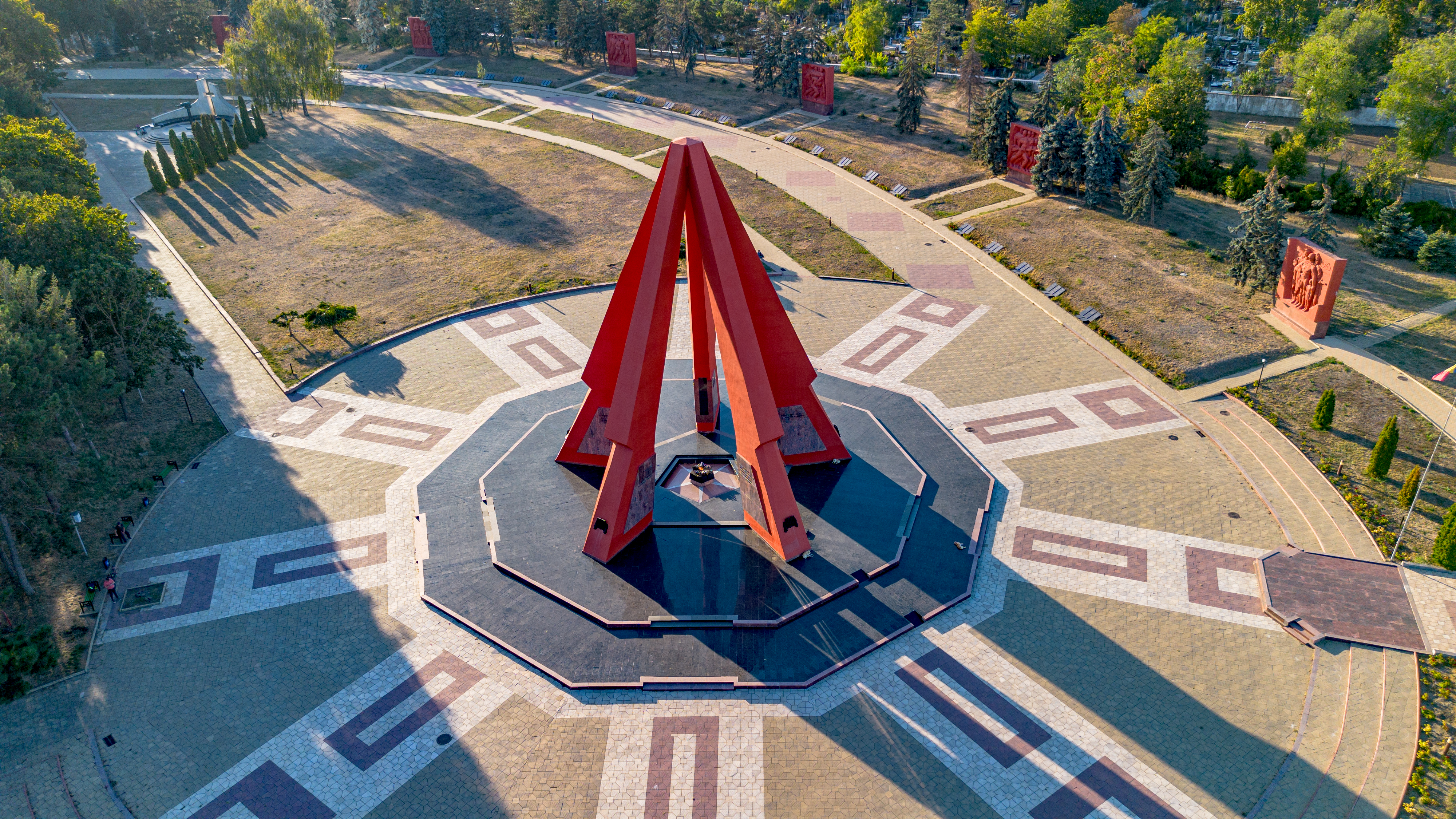
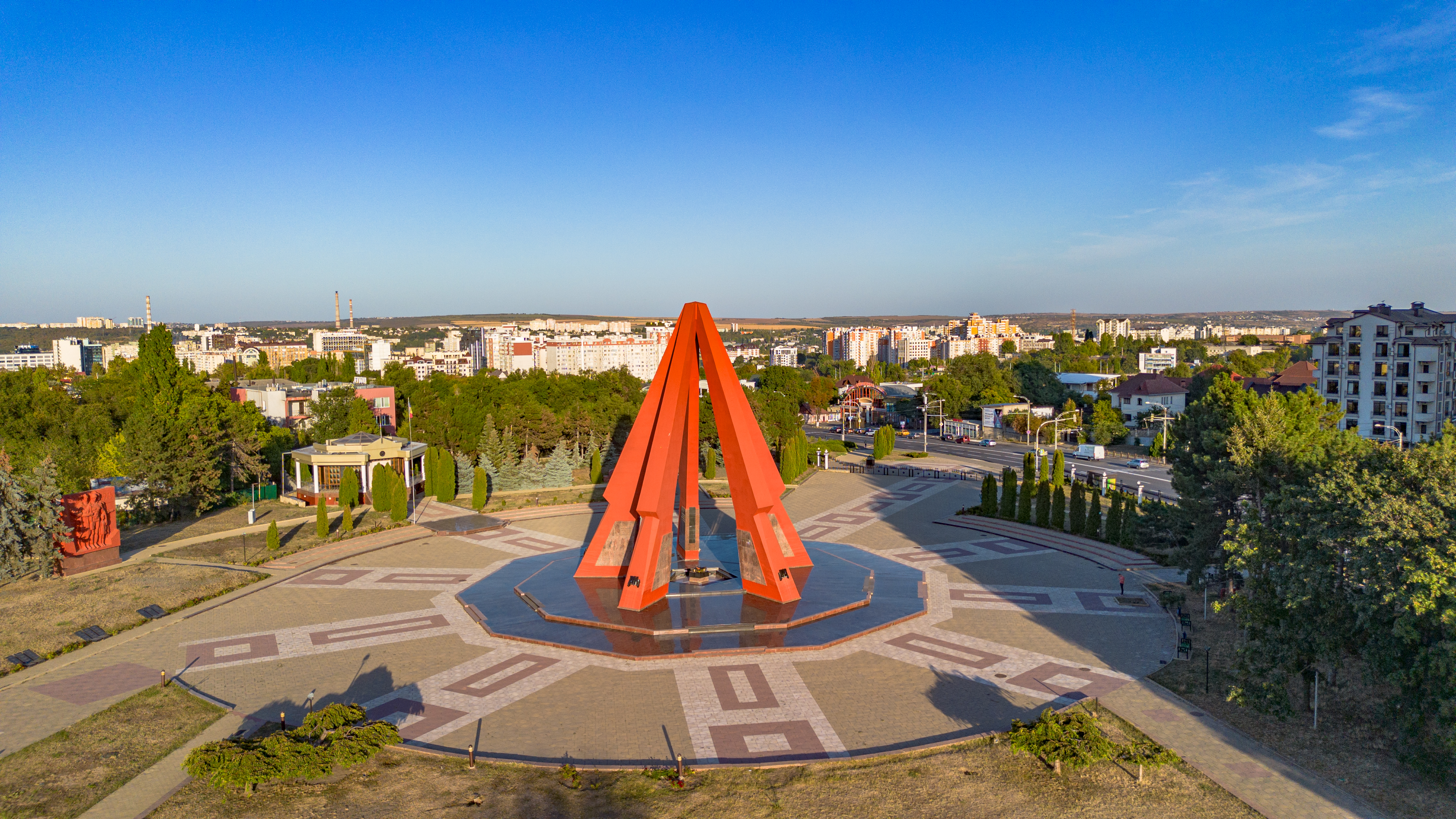
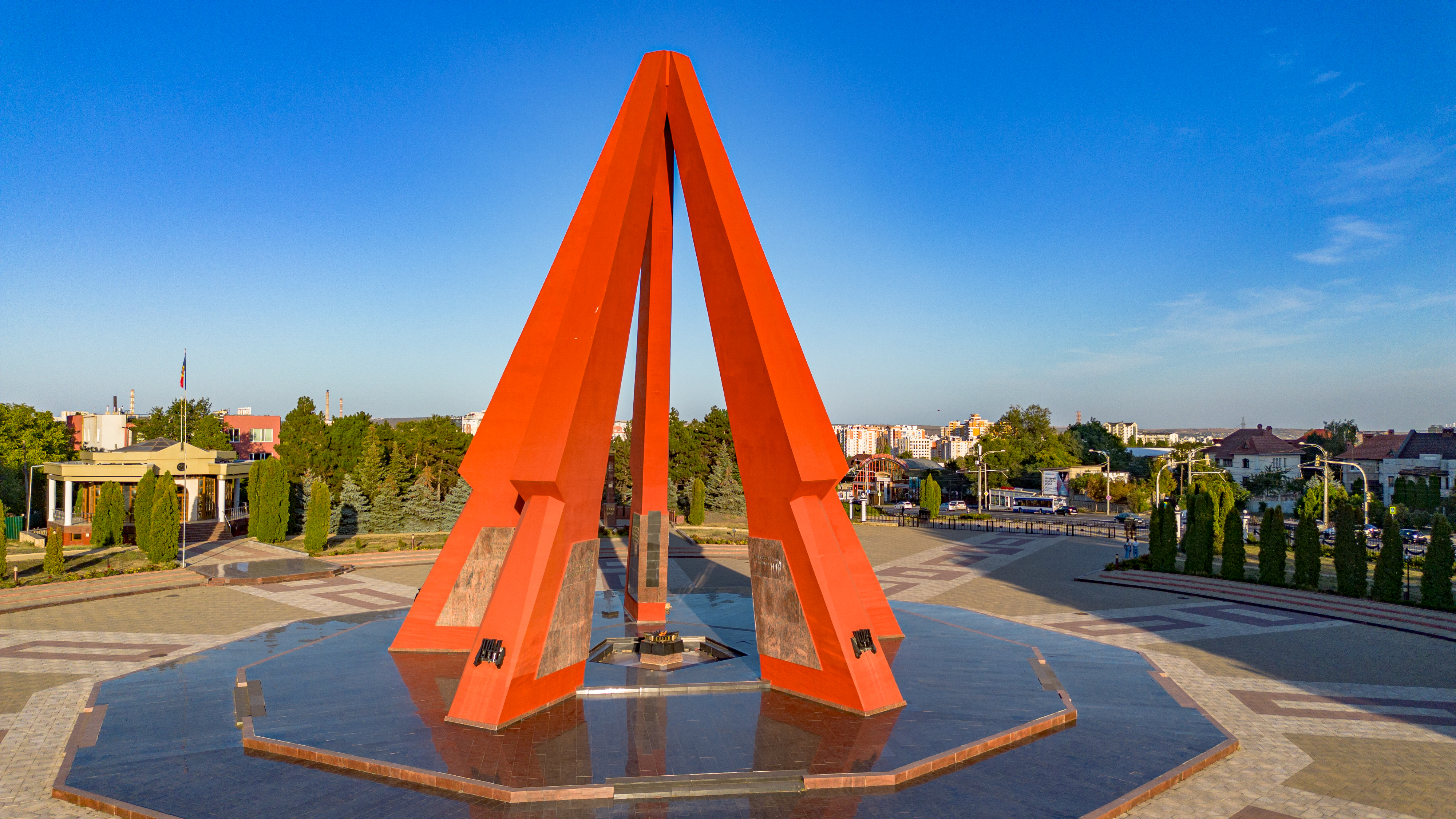

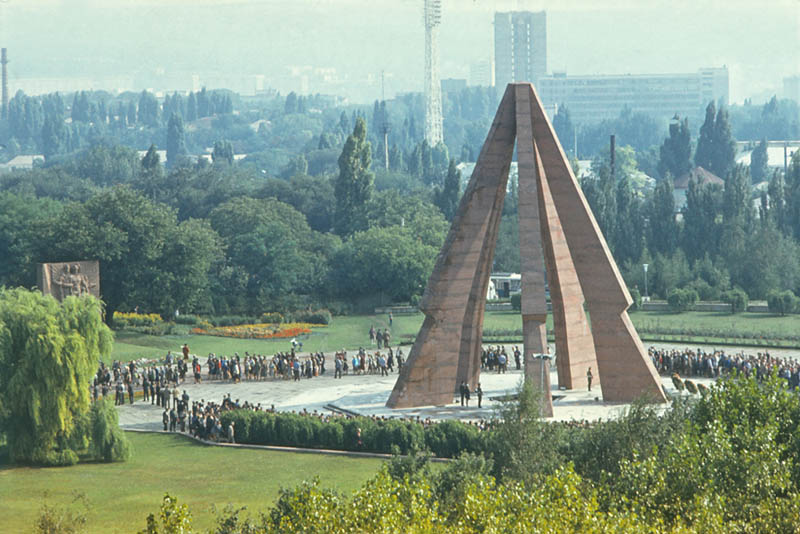
1980
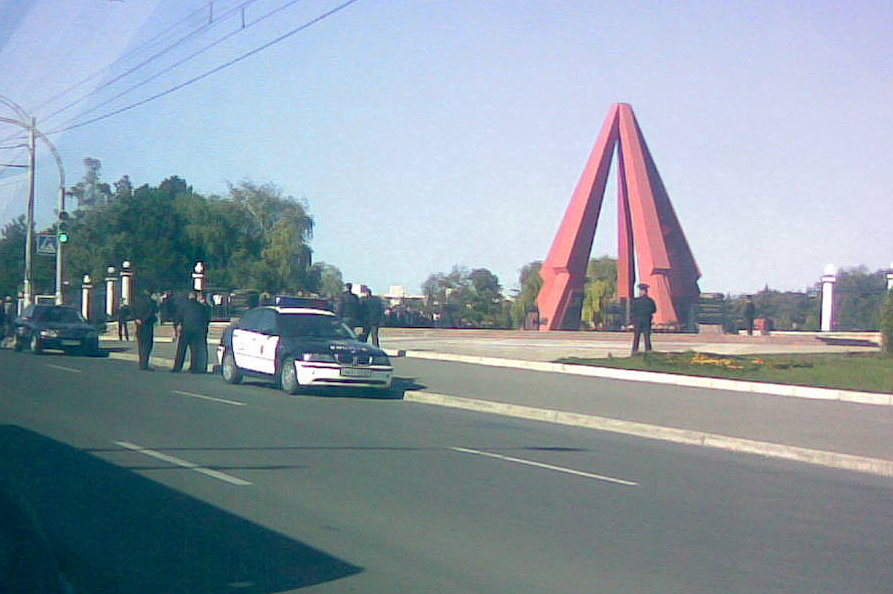
2008
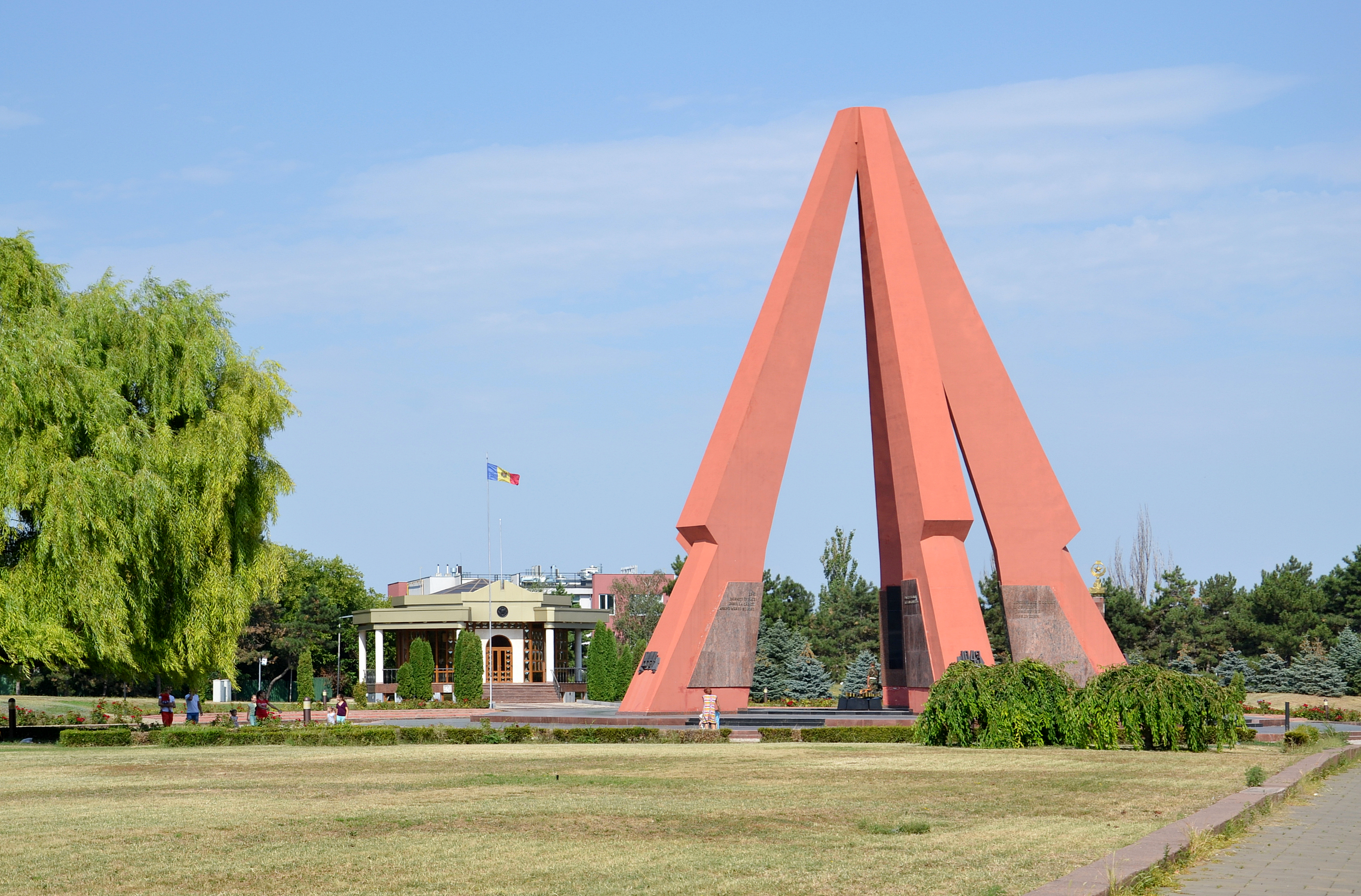
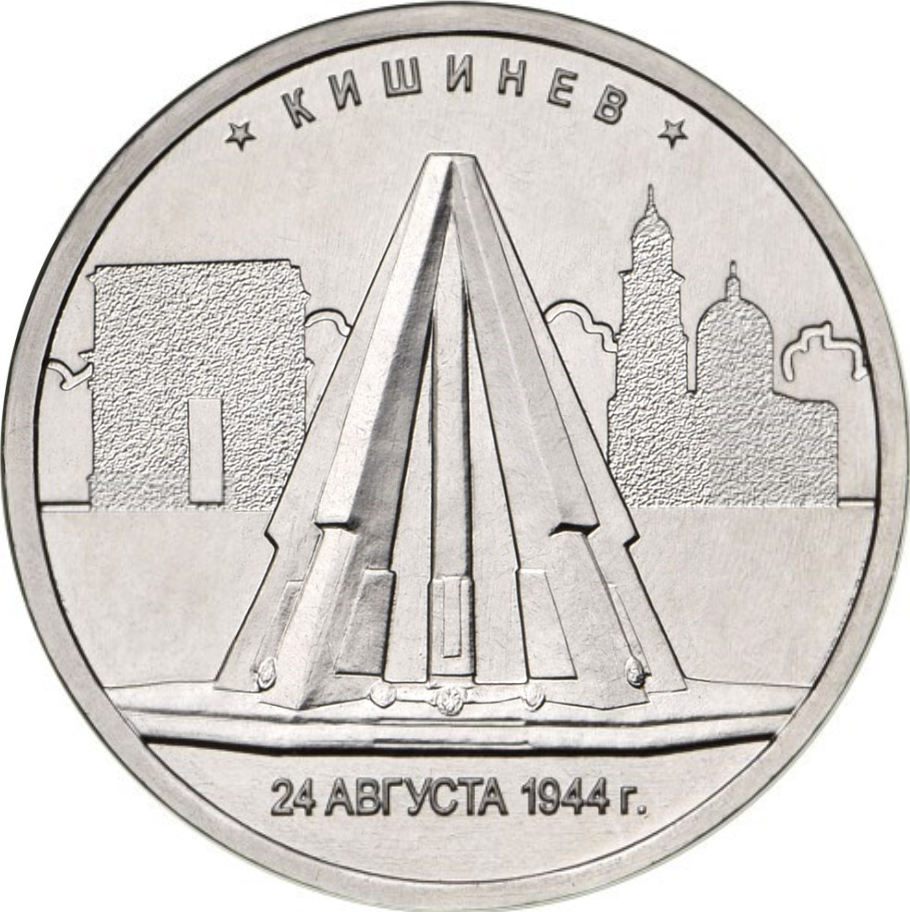
Moneda comemorativă a Băncii Rusiei cu ilustrația memorialului (emisă la 1 august 2016).

Monument în memoria eroilor căzuți în luptele pentru independența și integritatea Republicii Moldova

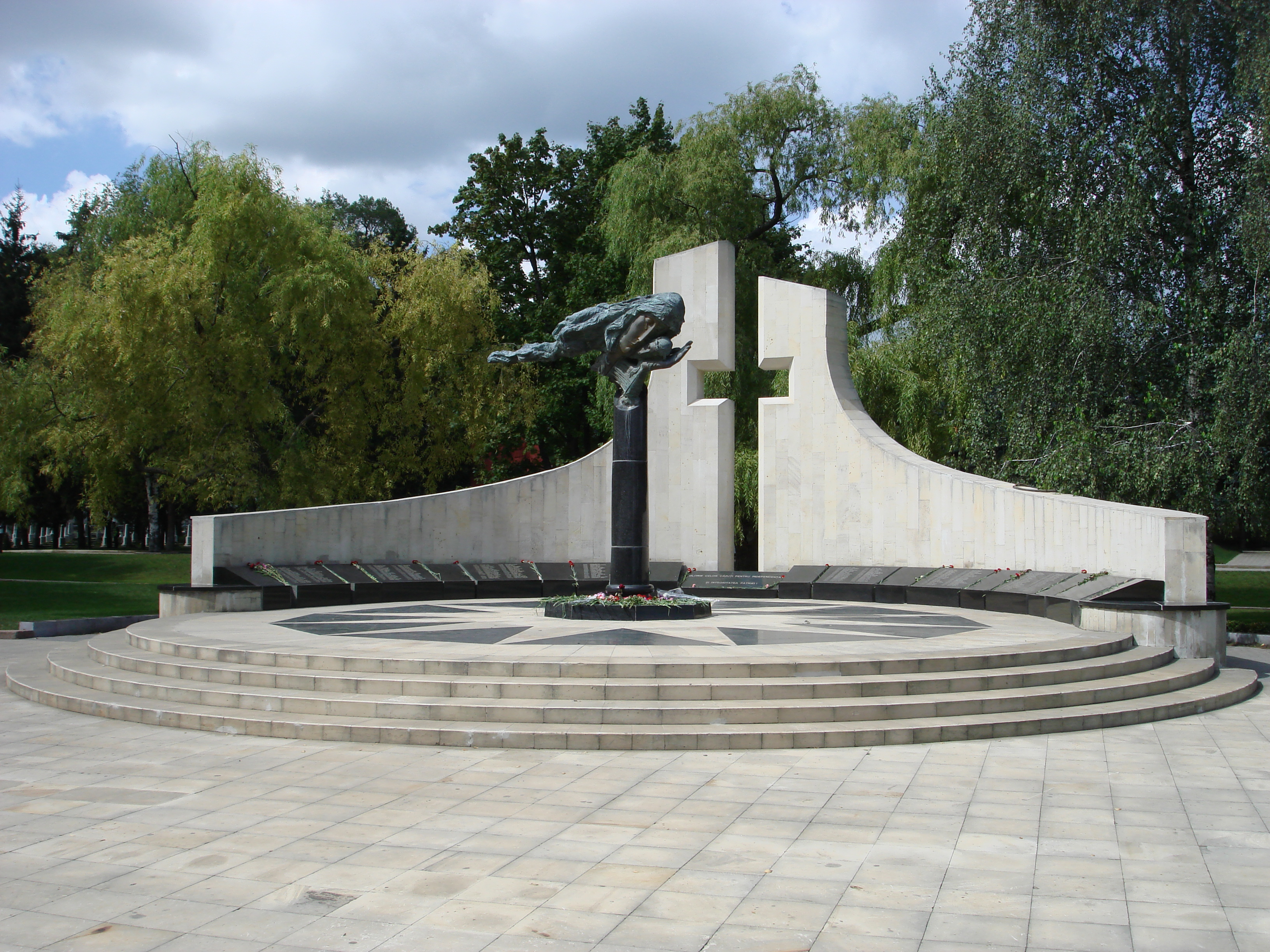
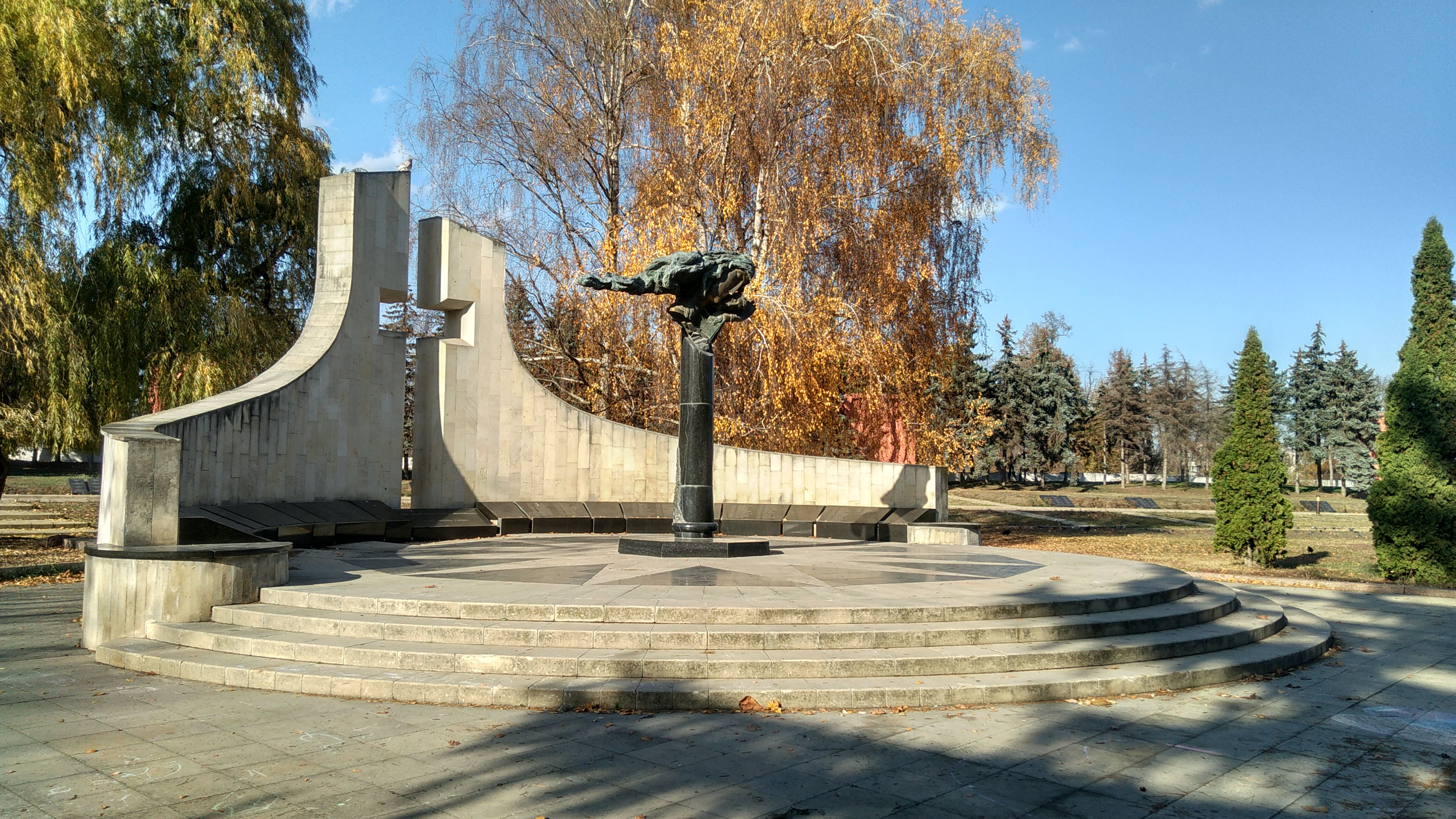
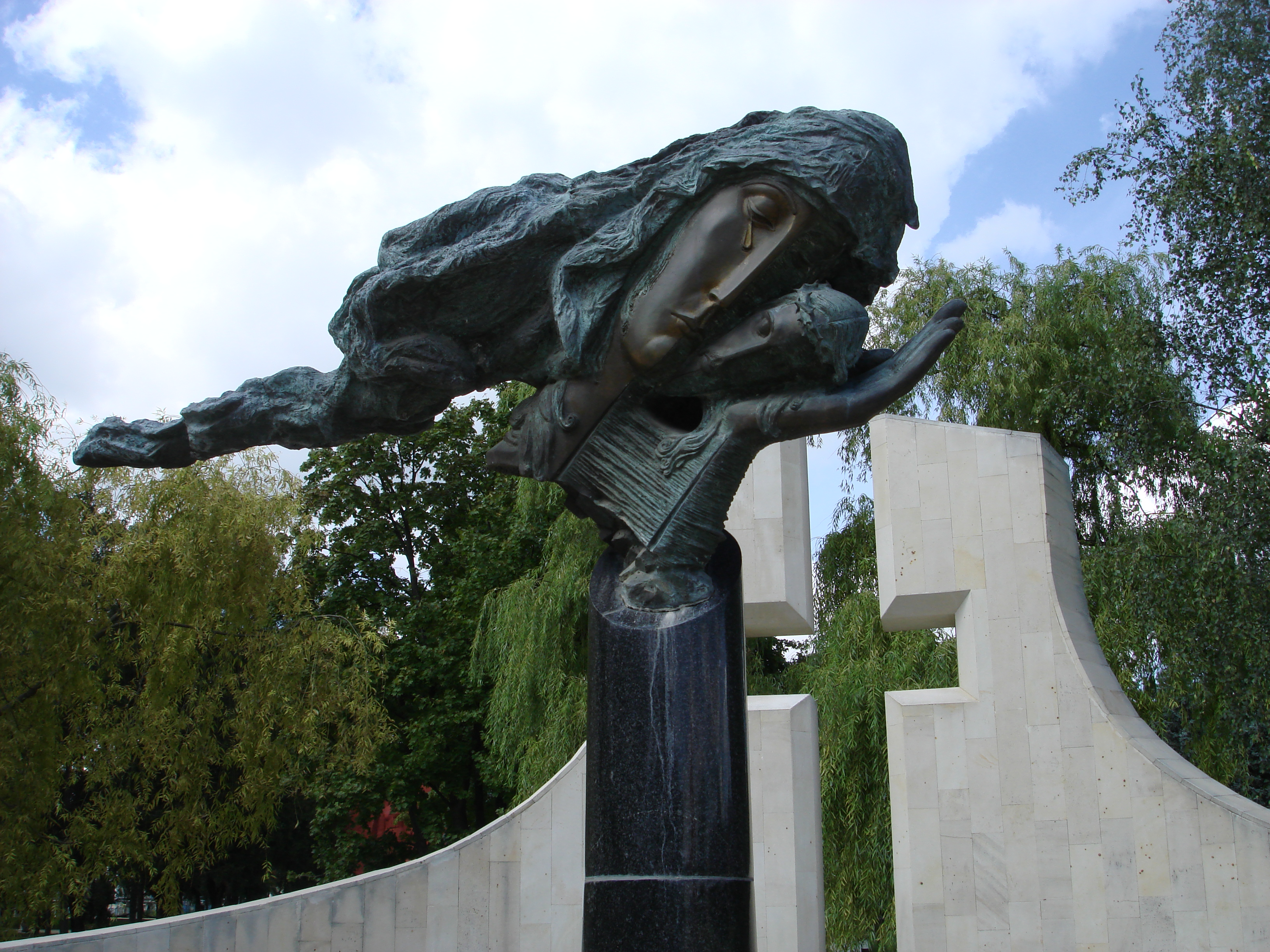
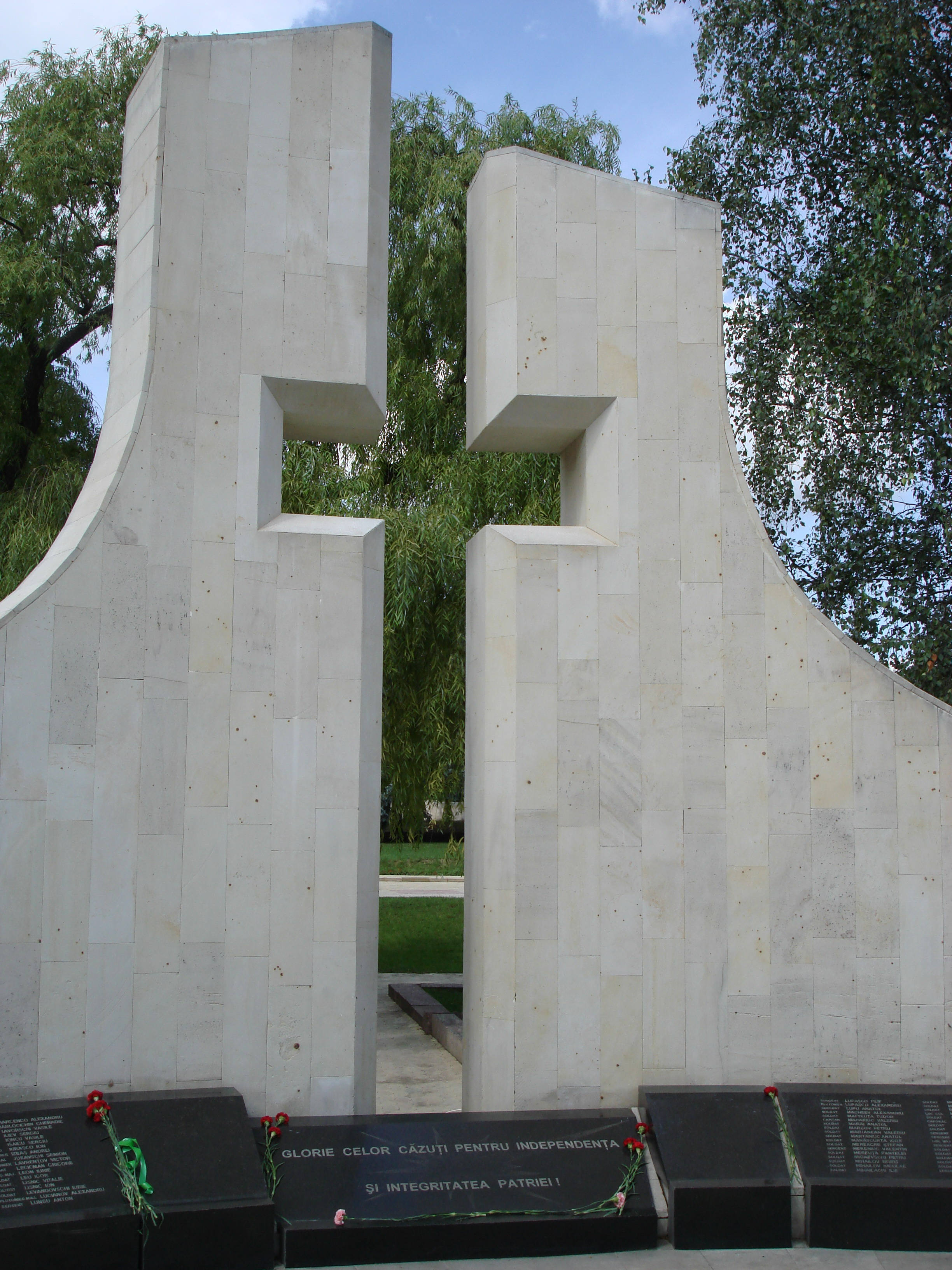
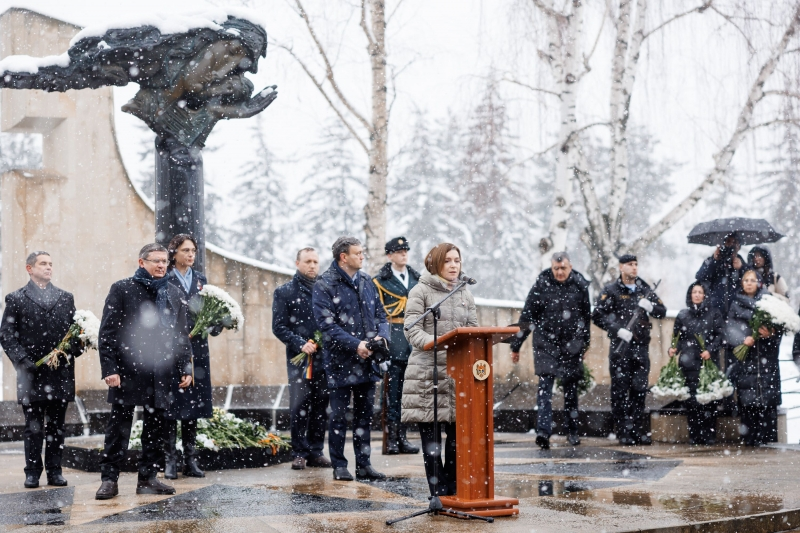
Depuneri de flori la împlinirea a 33 de ani de la începerea războiului din Transnistria.
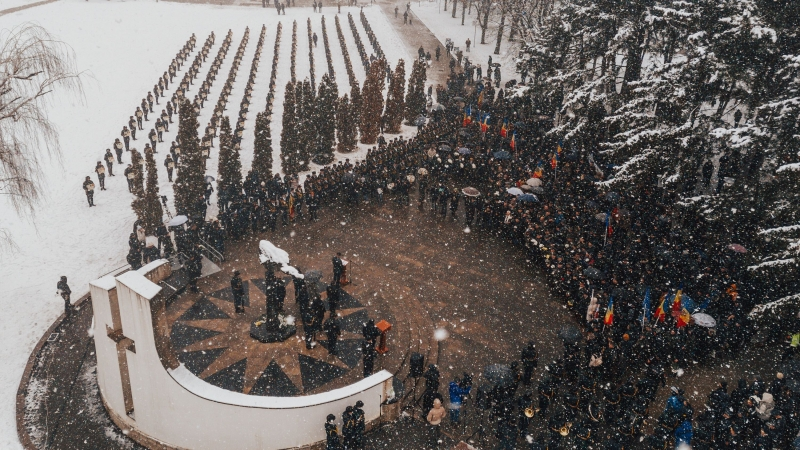

Vedere aeriană